# Nykonservatism

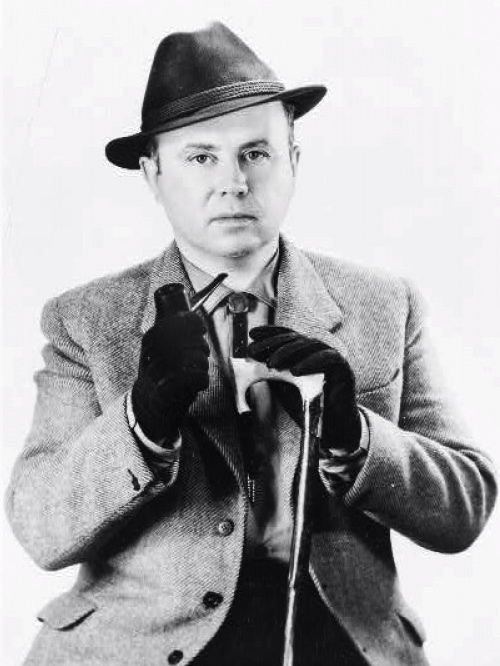
Russell Kirk (1918–1994) spelade en central roll i nykonservatismen.

Nykonservatism (engelska New Conservatism) var en konservativ strömning, som tog fart i USA under 1950-talet. Till nykonservatismens filosofer räknas Russell Kirk, Peter Viereck, Robert Nisbet och Richard Weaver, med engelsmännen Roger Scruton och Lincoln Allison som lärjungar samt Edmund Burke, Irving Babbitt och Eric Voegelin som inspiratörer. Rörelsen kom att återvitalisera amerikansk konservatism och formulera ett tydligt filosofiskt alternativ till den annars förhärskande liberalismen. 
Inspirerade av nykonservatismen startade William F. Buckley den konservativa tidningen National Review och drev fram grundandet av det konservativa ungdomsförbundet Young Americans for Freedom. Rörelsens partipolitiska elddop skedde 1964 när de, mot det republikanska partietablissemangets vilja, lyckades få Barry Goldwater vald till republikanska partiets presidentkandidat. 
Claes G. Ryn inspirerades av nykonservatismen och försökte i sin ungdom introducera idéerna i Sverige, men emigrerade sedan till USA och blev professor i statsvetenskap vid Catholic University of America.